# Folon (Elfenbeinküste)
Folon ist eine Verwaltungsregion der Elfenbeinküste im Distrikt Denguélé mit der Hauptstadt Minignan. Sie wurde 2011 gegründet.
Laut Zensus 2014 leben in der Region 96.415 Menschen.
Die Region ist in die Départements Kaniasso und Minignan eingeteilt.